# Oliveria Prescott
Pour les articles homonymes, voir Prescott.
Oliveria Louisa Prescott (3 septembre 1842 - 9 septembre 1919) est une compositrice et écrivaine anglaise.

## Biographie
Oliveria Prescott est née à Londres le 3 septembre 1842,, fille de Frederick Joseph Prescott et d'Elizabeth Oliveria Russell. Elle étudie avec Lindsay Sloper (en), puis au début des années 1870 à la Royal Academy of Music avec George Alexander Macfarren,, dont elle deviendra la copiste quand il deviendra aveugle,. Ses premières œuvres à nous être parvenues datent de son passage à la Royal Academy of Music ; la chanson There is for eveyday a bliss, sous-titrée a thought from St Basil, sur des paroles de J.W.H, est publiée en 1873. Elle restera sept ans à l'académie.
À partir du début des années 1880 elle s'implique dans la Musical Artist Society dont elle fera partie un temps du conseil, et qui fera jouer certaines de ses musiques de chambre. Le Musical Times trouve son quatuor en do mineur « remarkable for vigour and terseness... the whole work abounds in clever and effective passages ».
Elle a enseigné l'harmonie et la composition au Newnham College de Cambridge et a également enseigné l'harmonie à la High School for Girls de Baker Street à Londres de 1879 à 1893,.
Prescott travaille aussi comme journaliste et conférencière avec une conférence intitulée Musical design, a help to Poetic Intention donnée le 10 mai 1892 à Musical Association. Une série d'articles qu'elle avait écrits pour The Musical World sont publiés en 1880 sous le titre Form and design in music, ouvrage dans lequel elle identifie trois éléments principaux de la forme : l'équilibre des différentes tonalités, la récurrence des idées et l'observation des rythmes. Elle publie en 1904 About Music, and what it is Made Of où elle parle de la contribution des femmes à la vie musicale depuis les joueuses de luth et de virginal jusqu'aux compositrices qui lui sont contemporaines.
Prescott meurt le 9 septembre 1919 à Londres,.

## Œuvres
Prescott a composé plusieurs ouvertures, un concerto pour piano, des pièces orchestrales plus courtes, des œuvres vocales et chorales et deux symphonies mais peu de ses œuvres ont été publiées de son vivant.

### Musique de scène
- Carrigraphuga, The Castle of the Fairies, comédie musicale en trois actes (1914), paroles de S. Phillips

### Musique pour clavier
- Concert Final, duo pianoforte (1878)

### Musique vocale et chorale
- A Border Ballad, chanson en quatre parties (1844), paroles de Francis William Bourdillon (en)
- Lord Ullin's Daughter, ballade chorale (1869), d'après Lord Ullin's Daughter de Thomas Campbell
- There Is for Every Day a Bliss (1873), paroles de JWH
- Ask Me No More, avec violoncelle obbligato (1874), d'après The Princess (en) d'Alfred Tennyson
- Song of Waterspirits, chanson à quatre voix  (1874), paroles de E. Evans
- The Righteous Life for Evermore, hymne à quatre voix (1876)
- The Ballad of Young John and his True Sweetheart, chanson (1878)
- The Douglas Raid, chanson à quatre voix (1883), paroles de J. Stewart
- The Huntsman, chanson à qtre voix (1883), paroles de J. Stewart
- Equestrian Courtship, chanson (1885), paroles de T. Hood
- Say Not, the Struggle Naught Availeth, chanson (1885), paroles de AH Clough
- Cheero!, chanson de marche pour siffleurs et chant (1915), paroles de S. Phillips

### Musique orchestrale
- Lord Ullin's daughter pour six voix et orchestre
- Alkestis symphony, concerto pour piano en la mineur
- Suite orchestrale In Woodland

### Ouvrage
- (en) Oliveria Prescott, About Music, and What It Is Made O A Book for Amateurs.